# Дикхут, Вилли
Ви́лли Ди́кхут (нем. Willi Dickhut; 29 апреля 1904, Шальксмюле, Германия — 8 мая 1992, Золинген, Германия) — немецкий маоист, соучредитель Марксистско-ленинской партии Германии.

## Биография
Вилли Дикхут, сын извозчика, выучился на слесаря и токаря. В 1926 году вступил в Компартию Германии. В 1928—1929 годах он провёл восемь месяцев в Советском Союзе как квалифицированный рабочий на фабрике по изготовлению машинок для стрижки волос. По возвращении он активно работал в КПГ и в марте 1933 года был избран в городское собрание Золингена.
После прихода к власти нацистов вёл подпольную работу. В 1938 году был осуждён особым судом Хамм к одному году и девяти месяцам тюрьмы, а в августе 1944 года снова был арестован, но во время массированной бомбардировки Золингена в ноябре того же года смог сбежать.
После 1945 года Дикхут снова стал активистом восстановленной КПГ, был заместителем начальника кадрового отдела правления партии. В 1966 году после выступления с критикой положения дел в Советском Союзе он был исключён, примкнув затем к Компартии Германии/марксистско-ленинской. В 1972 году Дикхут участвовал в создании Коммунистического рабочего союза Германии, преобразованного десять лет спустя в Марксистско-ленинскую партию Германии. С 1969 по 1991 год Дикхут был ответственным за издание «Revolutionärer Weg».

## Работы
Наиболее известен Дикхут своим исследованием реставрации капитализма в Советском Союзе, которую он относит к концу 1950-х — 1960-м годам. Его книга «Die Restauration des Kapitalismus in der Sowjetunion» вышла несколькими частями в 1971—1988 годах. На русский язык она была переведена активистом Российской маоистской партии О. Торбасовым и вышла в России в 2004 году.
- В. Диккут Реставрация капитализма в СССР = Die Restauration des Kapitalismus in der Sowjetunion. — М.: «Слово», СПб.: «Победа», 2004. — 512 с.
- В. Дикхут Некоторые основные вопросы партийного строительства = Einige Grundfragen des Parteiaufbaus. — Челябинск: «Hundred Flowers Press», 2021. — 59 с.